# Siebeneick
Siebeneick is een woongebied in de wijk Uellendahl-Katernberg, stadsdeel Elberfeld,  in de Duitse stad Wuppertal.  
Siebeneick is een landelijk gebied. Een woonwijk uit de tweede helft van de 20e eeuw herbergt de meeste van de ruim 2300 inwoners die in Siebeneick wonen

## Geografie

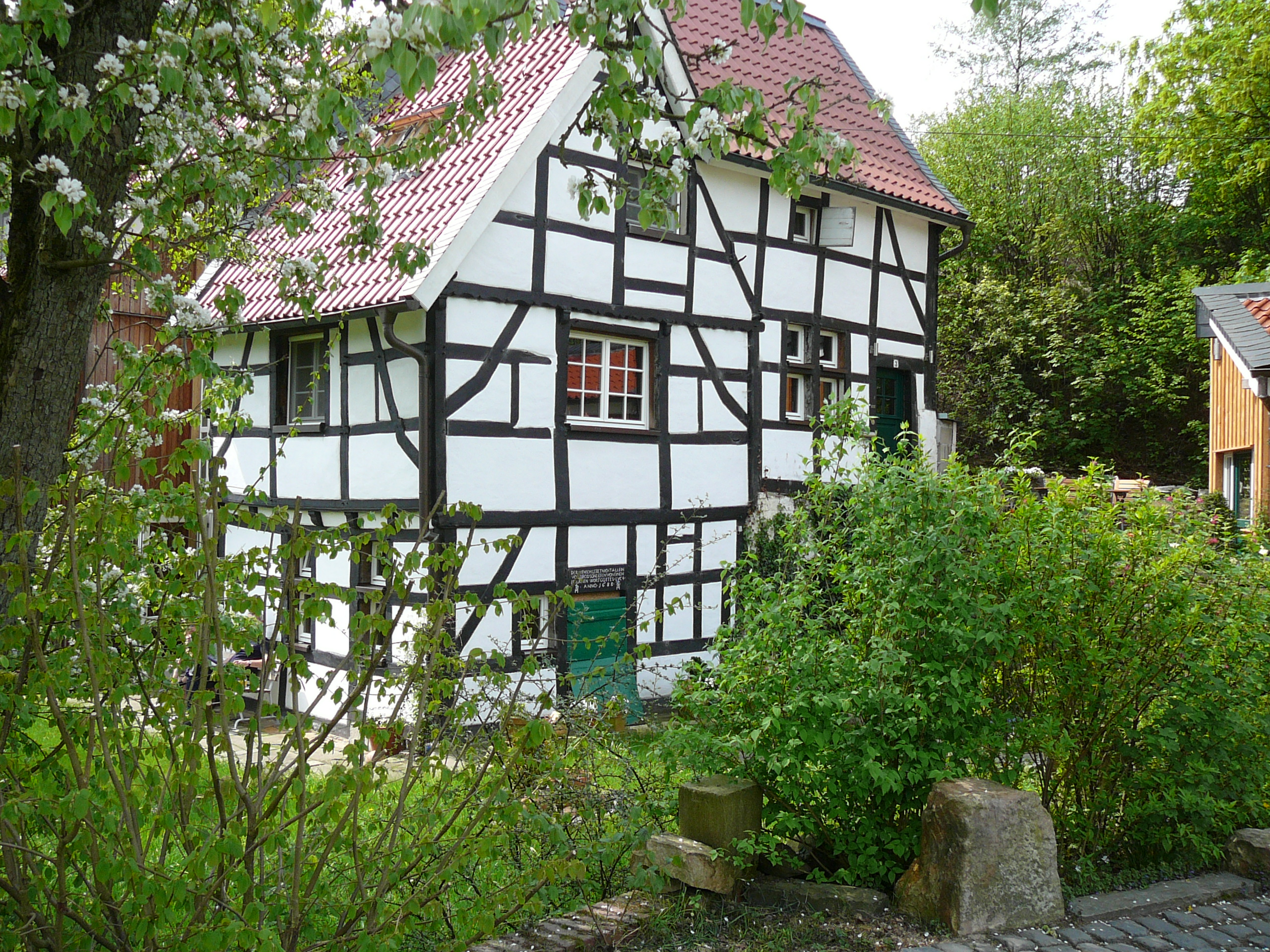
Untenrohleder

Tot het gebied behoren Untenrohleder en Frickenhaus, waar zich twee van de oudste vakwerkhuizen van Wuppertal bevinden. Andere nederzettingen zijn Am Lindgen, Asbruch, Auf der Schmitten, Bredde, Brink, Fingscheidt, Heidacker, Herrnasbruch, Jungmannshof, Königshof, Krieg, Obenrohleder, Steingeshof, Königshof, Krähenberg, Römershäuschen, Schevenhof, Schevensiepen, Schmitzhaus, Schneis, Wolfsholz, Worth en Wüstenhof.

## Etymologie
Naamgevend voor de wijk waren de zeven eiken van Hof Siebeneick aan de Hardenberger Bach. Het hoger gelegen deel ten westen van Hof Siebeneick heet Obensiebeneick. Het noordelijk gelegen deel heet Untensiebeneick en behoort grotendeels tot Neviges.

## Obensiebeneick
Obensiebeneick hoort bij het traditionele gebied van het Nederfrankische dialect Limburgs. 
Obensiebeneick ligt aan de Uerdinger Linie, niet ver van Velbert. Obensiebeneick hoort sinds 1975 bij Wuppertal. Tot 1974 hoorde Obensiebeneick bij Neviges.